# Астория (Амстердам)
Астория — офисное здание в стиле модерн, находящееся на улице Кейзерсграхт 174—176. Оно было построено в 1904—1905 годах в качестве штаб-квартиры страхового банка «Eerste Hollandsche Levensverzekerings». Здание находится на пересечении каналов Кейзерсграхт (нидерл. Keizersgracht) и Лелиграхт (нидерл. Leliegracht). В 2001 году здание получило статус национального монумента.
Астория была одним из первых офисных зданий в Нидерландах. Оно состоит из 6 этажей и имеет высоту 37 метров. Архитектурный проект был разработан двумя архитекторами: Х. Х. Бандерсом и Герритом ван Аркелом, которые спроектировали множество зданий в Амстердаме в югендстиле, который стал позже известен как модерн.
Крыша здания покрыта медной черепицей, на крыше расположена небольшая башня, а на самом верху здание венчают декоративные ограждения с золотыми буквами «EHLB» (Eerste Hollandsche Levensverzekerings Bank). На мозаике, на фасаде со стороны канала Кейзерсграхт, изображен ангел-хранитель, который был символом страхового банка.
В 1968—1969 годах, здание было расширено по проекту архитектора К. Вегенера Слесвейка (нидерл. C. Wegener Sleeswijk), который использовал тот же стиль.
Астория использовалась в качестве штаб-квартиры международной организации Гринпис в течение 15 лет, от основания Гринпис Интернэшнл в 1989 году. Сейчас в здании размещены множество различных компаний.
Здание находится в одном квартале с Домом Анны Франк.